# Gregorio de Hinestrosa
Gregorio de Hinestrosa fue Gobernador del Paraguay entre 1641 a 1647. Se enfrascó en una ruidosa disputa con el obispo Bernardino de Cárdenas que fue expulsado de la provincia en dos ocasiones. 
| Predecesor: Juan de Velasco Villasanti | Gobernador del Paraguay 1641 - 1647 | Sucesor: Diego de Escobar y Osorio |

- Datos: Q5885578